# Krasnaje (rejon miński)
Krasnaje (biał. Краснае, ros. Красное, pol. Krasne Sioło) – wieś na Białorusi, w obwodzie mińskim, w rejonie mińskim, w sielsowiecie Horanie.
Miejscowość pod nazwą Krasne Sioło pojawia się na kartach powieści Sergiusza Piaseckiego Kochanek Wielkiej Niedźwiedzicy jako jedna z wsi, z której pochodzili chłopi polujący na przemytników.